# کریستین عمر دیاز
کریستین عمر دیاز (انگلیسی: Cristian Omar Díaz؛ زادهٔ ۳ نوامبر ۱۹۸۶) بازیکن فوتبال اهل آرژانتین است.
از باشگاه‌هایی که در آن بازی کرده‌است می‌توان به باشگاه فوتبال دپورتیوو مورون، باشگاه ورزشی واشاش، و باشگاه فوتبال شلاسک وروتسواف اشاره کرد.